# Чунку (Пусан)
Чунку (кор. 중구) — административный район в южной части Пусана, Корея. Обладает статусом самоуправления. Численность населения составляет 49 859 жителей на км².

## Административное деление
Чун-гу подразделяется на 9 административных кварталов:
- Чунандон
- Тонгвандон
- Тэчхондон
- Посудон
- Пупхёндон
- Кванбокдон
- Йонджу ильдон
- Йонджу идон

## Достопримечательности
- Парк Йондусан
- Пусанская башня
- Мост Йондо
- Мост Пусан
- Музей современной истории Пусана
- Переулок книжных магазинов в Посудоне
- Рынок Ккантхон